# Sirasso
Sirasso är en underprefektur i Elfenbenskusten. Den ligger i departementet Korhogo, i den centrala delen av landet, 270 km norr om huvudstaden Yamoussoukro.